# .vi
.vi je vrhovna internetska domena (country code top-level domain - ccTLD) za Američke Djevičanske otoke. Domenom upravlja Virgin Islands Public Telecommunication System.

## Vanjske poveznice
- IANA .vi whois informacija  Arhivirana inačica izvorne stranice od 19. travnja 2006. (Wayback Machine)